# Onanì
Onanì (sardisk: Onanìe) er en by og en kommune (comune) i provinsen Nuoro i regionen Sardinien i Italien. Byen ligger i 482 meters højde og har 391 indbyggere (2016). Kommunen har et areal på 71,97 km² og grænser til kommunerne Bitti, Galtellì, Irgoli, Lodè og Lula.